# Muldenbrücke Wernsdorf
Die Muldenbrücke Wernsdorf führt die Muldenstraße zwischen Wernsdorf, einem Ortsteil von Glauchau, und Schlunzig, einem Ortsteil von Zwickau, in Sachsen über die Zwickauer Mulde.
Die Geh- und Radwegbrücke wurde 2016 als Ersatz für die im Hochwasser 2013 schwer geschädigte Balkenbrücke gebaut.
Die von Setzpfand Beratende Ingenieure, Weimar, entworfene und von ARLT Bauunternehmen, Frohburg, ausgeführte Brücke gehört zu den seltenen Spannbandbrücken. Sie erwies sich als die wirtschaftlichste Konstruktion, bei der überdies der Kostenrahmen eingehalten wurde.
Sie ist 105 m lang und 3,5 m breit. Ihre drei Felder haben Pfeilerachsabstände von 35 + 35 + 35 m. Die als Ankerblöcke dienenden Widerlager sind 5,3 m lang und mit je 15 Verpressankern im Untergrund rückverankert. Die beiden Pfeiler sind schmale Betonscheiben mit gebogenen Kanten, die mit dem Spannband monolithisch, also ohne wartungsbedürftige Lager, verbunden sind.
Zum Bau ihres über die ganze Länge reichenden Spannbands wurden zunächst vier PE-Rohre über die Mulde gezogen und die Tragseile eingeführt und an den Widerlagern befestigt. Dann wurden muldenförmige, 10 cm dicke und in der Regel 2,6 m lange vorgefertigte Betonplatten an die Tragseile gehängt und die vier PE-Rohre mit den Spannkabeln neben den Tragkabeln verlegt. Anschließend wurde die 18 bis 21 cm dicke Deckplatte aus Ortbeton gegossen. Nach deren Abhärten wurden die Tragkabel nochmals justiert und das Spannband mit den Spannkabeln verspannt. Ein Gerüst war zum Bau der Brücke nicht erforderlich.
Die Brücke wurde mit dem Thüringer Staatspreis für Ingenieurleistungen 2017 ausgezeichnet.